# Lorette Gallant
Lorette Gallant (Dieppe, 16 gennaio 1932) è una musicista e religiosa canadese.
Dopo aver diretto dal 1957 il coro Beauséjour, nel 1969 fonda la Chorale d'Aberdeen, che muta il suo nome in Jeunes chanteurs d'Acadie nel 1972. Alla sua direzione partecipa, vincendoli, numerosi concorsi nazionali, nei vicini Stati Uniti d'America e in diversi paesi europei.
Soprannominata "ambasciatrice di Acadia", per i suoi risultati internazionali e per le sue posizioni a sostegno della pace tra i popoli, nel 1995 venne insignita dell'Ordine del Canada, la più alta onorificenza concessa dal paese nordamericano.